# Chaiyaphum

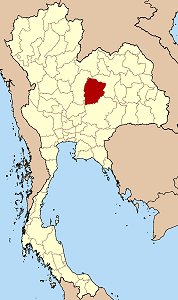
Lägeskarta

Chaiyaphum (thai: ชัยภูมิ) är en thailändsk provins (changwat). Den ligger i den nordöstra delen av Thailand. Provinsen hade år 2002 1 136 508 invånare på en areal av 12 778 km². Provinshuvudstaden är Chaiyaphum. 

## Administrativ indelning
Provinsen är indelad 16 distrikt (amphoe). Distrikten är i sin tur indelade i 124 subdistrikt (tambon) och 1393 byar (muban).